# 큰논병아리
큰논병아리(Red-necked grebe, Podiceps grisegena)는 북반구 온난 지대에서 볼 수 있는 물새이자 철새이다.
프랑스의 조르주루이 르클레르 드 뷔퐁 백작에 의해 1781년 Histoire Naturelle des Oiseaux 책을 통해 기술되었다.
성체는 40~50센티미터, 평균 날개 길이는 77~85센티미터, 몸무게는 692~925그램에 달한다.
두 성별은 모습이 비슷하지만 수컷이 평균적으로 암컷보다 더 무거운 편이다. 어린 놈은 머리에 줄무늬가 있고 가슴이 있으며 성체가 되기 전에는 얼굴에 줄무늬가 있다.